# 齐保文
齐保文（1954年—），甘肃武威人，汉族，中华人民共和国政治人物、第十二届全国人民代表大会新疆地区代表，武警新疆维吾尔自治区总队副总队长、武警少將、中國人民武裝警察部隊副參謀長。
毕业于中央党校法律专业。加入中国共产党。2013年，担任全国人大代表。